# Willem de Meyer
Willem De Meyer (Mechelen, 23 december 1899 – Borgerhout, 22 juli 1983) was gedurende enkele decennia bedrijvig in Vlaanderen als een van de belangrijkste promotoren van het Vlaamse lied. Hij was van opleiding onderwijzer en zangleraar en werd vooral bekend om de organisatie en begeleiding van talloze zangstonden in scholen en verenigingen. De Meyer organiseerde in 1933 het eerste Vlaams Nationaal Zangfeest en was oprichter van het Vlaamsch Nationaal Zangverbond dat in 1948 werd omgedoopt tot Algemeen Nederlands Zangverbond (ANZ).

## Levensloop
Willem De Meyer was een vrije leerling en kreeg thuis les van zijn vader die inspecteur voor het lager onderwijs was in Antwerpen. Tijdens de oorlogsjaren ging hij naar de normaalschool, aanvankelijk naar de katholieke normaalschool in Mechelen, later naar de Rijksnormaalschool in Lier waar hij zijn diploma voor onderwijzer behaalde. In Mechelen leerde hij harmonium spelen en kreeg hij les van prof.dr. Alfons Verbist die hem overtuigde van de pedagogische waarde van musiceren. In Borgerhout kreeg hij muziekles van Armand Diels die organist was in de plaatselijke Sint-Janskerk. Zijn diploma muziekleraar behaalde bij via de centrale examencommissie. Omdat zijn vader Frans - Jozef tijdens W.O I inspecteur voor het lager onderwijs was, werd hij afgezet en was het voor zijn zoon niet mogelijk om een plaats in Antwerpen te vinden. Hij werd lesgever in La Louvière waar hij zijn latere echtgenote Joséphine Hubeau leerde kennen. Terug in Antwerpen volgde De Meyer cursussen voor bibliothecaris en leraar bijzonder onderwijs. Het was in deze functie dat hij lesgever werd in het gemeentelijk onderwijs van Borgerhout.
Als begeleider van zangnamiddagen en - avonden was Willem De Meyer reeds sinds de jaren ' '20 erg actief. Naar het voorbeeld van o.a. de zang - en dansfestivals in de Baltische staten wilde hij het Vlaams bewustzijn van zijn volk aanwakkeren via het lied. Hij wilde de liederen van Vlaamse componisten bij een breder publiek bekendmaken en was ook secretaris en repetitor van het Borgerhoutse koor Kunst en Vermaak. Dit koor maakte propagandatochten in gans Vlaanderen en legde zo de kiemen voor een eerste zangfeest.
In 1933 was Willem De Meyer medestichter van het Vlaamsch Nationaal Zangverbond , werd er secretaris-propagandaleider van en organiseerde het eerste Vlaams Nationaal Zangfeest dat op zondag 9 juli van hetzelfde jaar in de Antwerpse Handelsbeurs doorging. De 8 000 deelnemers reageerden enthousiast.

## Tweede Wereldoorlog
Het Vlaams nationaal Zangfeest werd in diverse steden ingericht : Brussel, Gent en Brugge maar meestal in Antwerpen waar het Sportpaleis een vaste locatie werd. Tijdens W.O II werd Willem De Meyer benoemd tot zanginspecteur voor het lager onderwijs. Hij verzorgde in Duitsland zangstonden voor de Vlaamse tewerkgestelden (met goedkeuring van het Borgerhoutse gemeentebestuur)  en trad in Nederland op voor collaborerende organisaties. Conflicten met de Duitse bezetter in verband met de programmatie van liederen waren er inmiddels de oorzaak van dat het Vlaams nationaal Zangfeest vanaf 1943 niet meer werd ingericht. Anderhalf jaar na de bevrijding (26 januari 1946) werd De Meyer onder aanhoudingsmandaat geplaatst en overgebracht naar de gevangenis van de Antwerpse Begijnenstraat. Twee weken voor zijn vrijlating op 9 september werd hij voor de eerste maal verhoord. Omdat hij voor 10 jaren uit zijn ambt als gemeentelijke onderwijzer was ontzet, werd hij voltijds Vlaamse Bard.

## Zangleider
In 1947 herrees het Vlaamsch Nationaal Zangverbond onder de naam Algemeen Nederlands Zangverbond (ANZ) en hij werd er actief als nationaal propagandaleider, onder meer op het jaarlijkse zangfeest dat door het ANZ opnieuw werd georganiseerd. Op het secretariaat van het ANZ dat gevestigd was in de Borgerhoutse woning van zijn zoon Frans werd in de nacht van 12 november 1949 een bomaanslag gepleegd. Na de dubbele aanslag op de IJzertoren was ook deze actie gericht tegen de heropleving van de Vlaamse Beweging.
Willem De Meyer toerde rond als animator van zangstonden en dirigent van koren. In sommige jaren trad hij meer dan 300 keer op voor schoolkinderen, jeugdbewegingen (onder meer de Katholieke Studenten Actie) tijdens de vakantiekampen van de Christelijke Mutualiteit, voor soldaten, bejaarden en in talrijke andere sociale en culturele verenigingen. Hij werd vaak omschreven als de Vlaamse" bard", omdat hij zelf optrad als voorzanger en zijn zangmomenten als accordeonist begeleidde.
Toen er conflicten ontstonden tussen het ANZ en katholieke jeugdverenigingen, weigerde De Meyer partij te kiezen. Het kwam ook tot meningsverschillen tussen hem en de jongere bestuurders van het ANZ die zijn visie op het volkslied als ouderwets bestempelden. Van 1953 tot 1957 steunde hij de concurrent van het Vlaams nationaal Zangfeest, de Dag van het Vlaamse Lied, ondersteund door christelijke organisaties die afkerig stonden tegenover het Vlaams-nationalisme.
Hij trad verder op bij een publiek dat hij in stijgende mate vond in bejaardenverenigingen, bij de miliciens in het Belgisch leger, bij het Davidsfonds enz. Hij trad ook op bij uitgeweken Vlamingen in de Verenigde Staten, Canada en Zuid-Afrika. Voor de openbare omroep organiseerde hij 37 radioconcerten onder de titel Vlaanderen mijn land. De Meyer slaagde er zelfs in om het Turnhoutse soldatenkoor op 25 mei 1975 te laten optreden op het 38ste Vlaams nationaal Zangfeest in het Antwerpse Sportpaleis.
Hij publiceerde voorts honderden liederen van Vlaamse componisten, onder meer in zijn bekende reeks liederenbundels Zingende jeugd, zingend volk. Samen met zijn zoon richtte hij de Roeland-uitgeverij op, gespecialiseerd in het uitgeven van liedboeken en -partituren.
Willem De Meyer en zijn vrouw Joséphine Hubeau vierden op 13 augustus 1981 hun diamanten huwelijksjubileum. Op 22 juli 1983 overleed hij in het Borgerhoutse Sint-Erasmusziekenhuis.
Willem De Meyer ligt begraven op het Ereperk R, rij 5 van de Antwerpse begraafplaats Schoonselhof.
In 2012 werd een nieuwe fuchsiasoort, een hanger met mooie opengaande violette bloemen, naar Willem De Meyer genoemd.
In oktober 2019 werd bij uitgeverij Polemos het boek 'WILLEM DE MEYER * Hij leerde zijn volk zingen' uitgegeven. De auteur is zijn kleinzoon Lieven De Meyer.

## Monument
In het Te Boelaerpark in Borgerhout staat een monument uitgevoerd door beeldhouwster May Claerhout ter ere van Willem De Meyer. Een voorstel uit 2008 van het toenmalige kartel sp.a-Spirit-Groen! in de districtsraad van Borgerhout om voor de heraanleg van het park het monument af te breken werd onder druk van veelvuldig protest ingetrokken.

## Werken
Willem De Meyer was samensteller van talrijke muziekbundels:
- Zingende hartjes in Vlaanderens lagere scholen, N.V. Standaard-Boekhandel, ca. 1938.
- Zingende jeugd, zingend volk, vanaf 1942, verschillende bundels Vlaamse liederen.
- Zingende pelotons: een liederenbundel voor de Vlaamse soldaat, Hasselt, Heideland, 1966.
- samen met August L.M. Corbet en Ivo Oscar Mortelmans, Hoort Allegaer, 36 oude Nederlandsche liederen, Antwerpen, Vlaamsch Nationaal Zangverbond.
- samen met Jef Horemans, Jong Vlaanderen marcheert, een reeks nieuwe marschliederen, Antwerpen, Vlaamsch Nationaal Zangverbond, 1942
- Mijn land is Vlaanderen ! U mijn liefde ! U mijn hart !, 82 liederteksten, Borgerhout, Roeland-Uitgaven, s.d.
- O nachtegaaltjes zingt maar dapper voort, liederenbundel voor het lager onderwijs, met tekeningen en lay-out van Ray Gilles, Lier, Jozef Van In, 1963.
- samen met Clem De Ridder, Zingen wij ons eigen lied, honderd liederen uit Vlaanderens liederenschat, Hasselt, Heideland, 1966.